# Cailin Russo

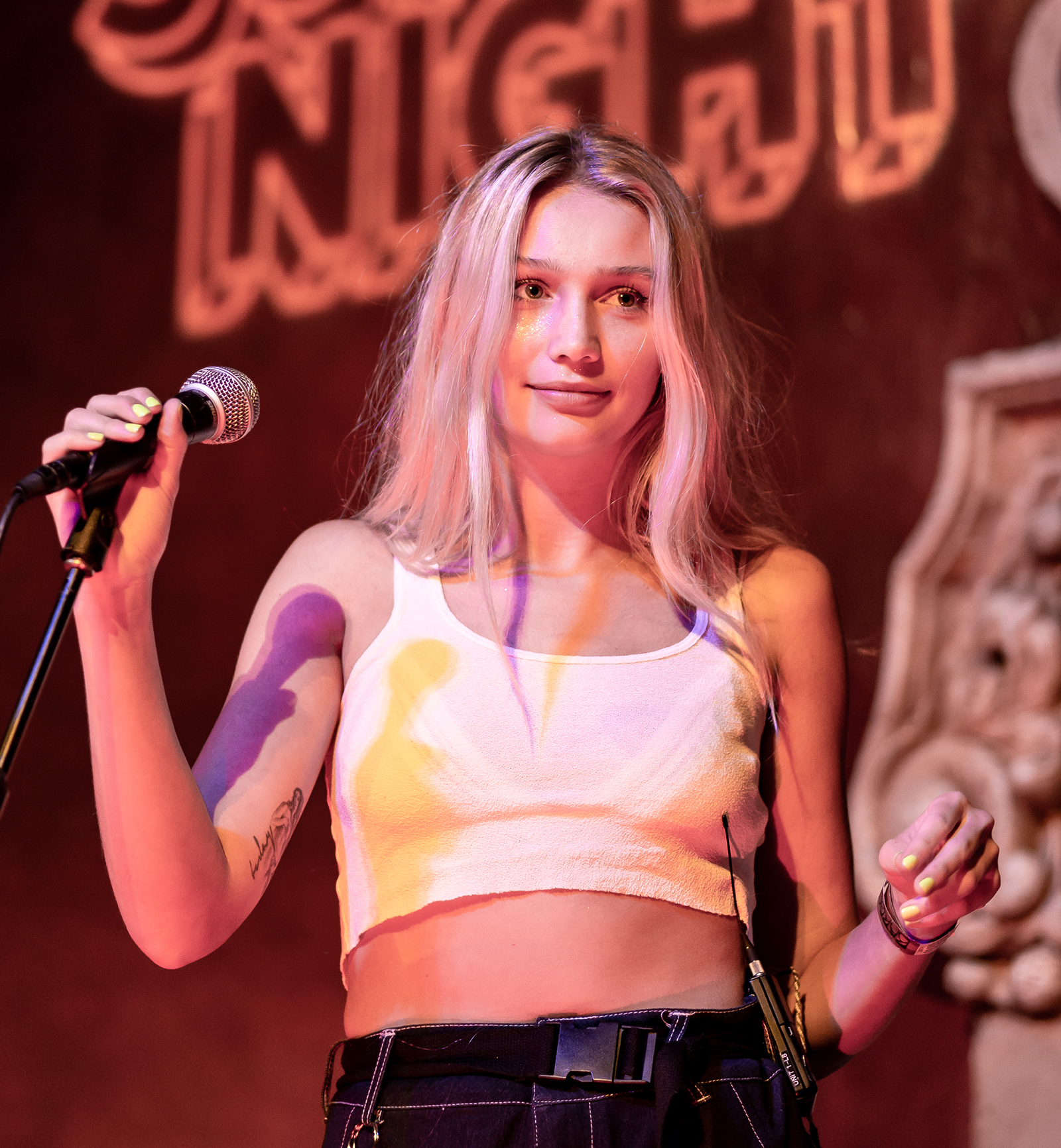
Cailin Russo bei einem Auftritt mit der Band Russo (2018)

Cailin Suzanne Russo (* 17. Dezember 1993 in San Diego, Kalifornien) ist eine US-amerikanische Musikerin (Gesang, Songwriting) und Model.

## Biografie
Cailin Russo, geboren am 17. Dezember 1993 in San Diego, ist die Tochter des Rockmusikers Scott Russo, Sänger der Band Unwritten Law. 1998 machte die Band sie zum Thema des Songs Cailin, der es bis auf Platz 28 der Billboard „Modern Rock Tracks“ schaffte.
Bekannt wurde Russo vor allem durch zwei Musikvideos zu Songs von Justin Bieber: 2013 war sie im Video zu All That Matters zu sehen, 2014 im Video zu Confident.
Bereits ab dem Alter von 16 Jahren arbeitete Cailin Rosso als Model. Sie war Covermodel unter anderem der Magazine Roller Costa, Wonderland und viele mehr. Sie arbeitete für die Marken Forever 21, Free People, PacSun, American Apparel und Brandy Melville.
Seit 2018 ist Cailin Russo die Sängerin ihrer Band „Russo“. 2018 veröffentlichte sie die EP House with a Pool, 2020 das Album The Drama. Sie nennt OutKast, Gorillaz, Missy Elliott, Gwen Stefani und Stevie Wonder als Vorbilder.
Cailin Russo spielte zusammen mit Chrissy Costanza den Song Phoenix für die League of Legends World Championship 2019 ein.